# Anjo Meu
Anjo Meu é uma telenovela portuguesa da TVI que estreou a 20 de Março de 2011 e terminou a 5 de Maio de 2012. A maior parte das cenas da telenovela foram filmadas na vila de Sobral de Monte Agraço. Encontrou-se em reposição na TVI Ficção desde 17 de Janeiro de 2014 e 29 de janeiro de 2015. Foi reposta nas madrugadas da TVI generalista entre 5 de Janeiro e 26 de Dezembro de 2018. Substituiu Mar de Paixão e foi substituído por Louco Amor.
É protagonizada por Alexandra Lencastre, João Reis, Manuela Couto, Paulo Pires, Fernando Luís, Pedro Teixeira e Sara Matos.

## Produção
Rita Pereira e José Carlos Pereira foram os actores escolhidos para dar vida a Eva Rebelo da Cunha e Matias Saragoça Saraiva no entanto a primeira preferiu integrar o elenco de Remédio Santo, entrando para o seu lugar Sara Matos que tinha a seu cargo o papel de Matilde Girão (atribuído depois a Rita Brütt). Já o segundo foi afastado devido a problemas pessoais, sendo substituído por Pedro Teixeira que estava reservado para Remédio Santo. José Carlos Pereira acaba por reforçar o elenco a meio da trama para interpretar Pépito Martín.
Rogério Samora foi a primeira escolha para o papel de Geraldo Rebelo da Cunha (atribuído depois a João Reis), no entanto, o actor assinou um polémico contrato de exclusividade com a SIC em Dezembro de 2010. Antes do início das gravações, João Reis pediu redução de protagonismo a partir do mês de Julho.
Joaquim Nicolau, diretor de atores, saiu a meio da produção para integrar o elenco de Rosa Fogo.
Alguns atores despediram-se da telenovela mais cedo, são eles Joana Duarte, Francisco Côrte-Real, Nuno Melo, Mafalda Matos, Sandra Faleiro e Rita Brütt. Em contrapartida, outros vieram reforçar a trama, o caso de José Carlos Pereira, Fernando Luís, Melânia Gomes, Renato Godinho e Cláudia Oliveira.

## História
Da cosmopolita Nova Iorque a uma pequena vila do Alentejo, Anjo Meu revisita o Portugal dos anos 80 e a sua relação com o resto do mundo.
A família Rebelo da Cunha perde o seu poderoso império empresarial, nacionalizado depois do 25 de Abril, assim como a herdade da Tamargueira, propriedade da família, ocupada no verão quente de 1975. Sendo eminente a prisão de Geraldo (João Reis), a família prepara a fuga, mas não sem antes passar pela tragédia da morte da mulher de Geraldo, Maria Luísa (Cristina Cunha), vítima de uma bala perdida.
Geraldo parte com a filha, Eva (Sara Matos), para Nova Iorque e confia as jóias da família a uma criada de confiança, Joana Rita (Alexandra Lencastre), para que ela as entregue, mais tarde. Mas tal nunca chega a acontecer.
Dez anos depois, em Nova Iorque, Geraldo ainda não recuperou do desaire financeiro e emocional. Frequenta casas de jogo clandestino e contrai dívidas com a Mafia. Um dia, a sorte de Geraldo muda, ao ganhar uma fortuna ao jogo, e decide voltar para Portugal.
No Alentejo, Joana Rita passou de criada a patroa. Comprou a herdade da Tamargueira e é figura de proa na Vila do Anjo, preparando-se para concorrer a Presidente da Câmara. Mas a chegada de Geraldo pode mudar tudo. Ele quer descobrir a verdade sobre a morte da mulher e desaparecimento das jóias da família. Joana Rita é, naturalmente, o alvo das suas suspeitas. O regresso desencadeia uma segunda revolução, na Vila do Anjo. Uma guerra de onde ninguém sairá incólume. Nem mesmo Eva e Matias (Pedro Teixeira).
Eva e Matias conheceram-se em circunstâncias dramáticas, antes da fuga. Desde então, os dois trocaram cartas apaixonadas. De volta a Portugal, Eva espera encontrar Matias e, finalmente, viver o romance que alimentou durante dez anos. Está longe de suspeitar que Matias é filho de Joana Rita, porque ele nunca lho revelou. Mas a inimizade dos pais não é a única barreira que separa Eva e Matias.
Na Vila do Anjo vamos reviver os anos 80 através das histórias que se cruzam entre personagens que amam, odeiam, sonham, vencem ou vivem dramas e desilusões. Dos triângulos amorosos, à ambição política e à eterna procura da felicidade, famílias irão lutar pelos seus lares, emigrantes vão regressar à sua terra natal e os fantasmas do passado irão adensar os mistérios que a vila e seus habitantes podem esconder.

## Elenco
- Alexandra Lencastre - Joana Rita Saragoça Saraiva (Protagonista)
- João Reis - Geraldo Rebelo da Cunha, "o Visconde de Santelmo" (Protagonista)
- Paulo Pires - Rogério Girão (Protagonista)
- Manuela Couto - Madalena Girão (Antagonista)
- Fernando Luís - Alípio Saraiva (Antagonista)
- António Pedro Cerdeira - Sílvio Saragoça (Antagonista)
- Pedro Teixeira - Matias Saragoça Saraiva (Protagonista)
- Sara Matos - Eva Rebelo da Cunha (Protagonista)
- Nuno Gil - José (Zé) Maria Cabrita (Co-Antagonista)
- Rita Brütt - Matilde Girão (Co-Antagonista)
- José Wallenstein - Basílio Garcia
- Sandra Faleiro - Vera Calado
- Cristina Homem de Mello - Felicidade Vicente Sardinha
- Nuno Melo - Libório Sardinha
- Pedro Laginha - Gabriel Quintela / Zé Caracol
- Luís Gaspar - Rui Calado
- José Carlos Pereira - Pépito Martín / José Manuel (Zé Manel) Martins
- Helena Costa - Maria da Graça (Gracinha) Saraiva
- Vitor Emanuel - Henrique Saragoça Saraiva
- Sofia Arruda - Maria Clara Vicente Sardinha / Violeta Orvalhada
- Melânia Gomes - Lúcia Barbosa
- Júlia Belard - Carolina Oliveira e Camila Bettencourt
- Isaac Alfaiate - Vasco Afonso Raposo
- Miguel Monteiro - Padre Teodoro / Alberto Faria / Ratinho
- Ana Catarina Afonso - Claudette Valente
- Francisco Côrte-Real - Duarte Vilela
- Joana Duarte - Maria Girão
- Rita Seguro - Maria da Purificação da Silva (Gina)
- Patrícia André - Simone Figueiredo
- Mafalda Matos - Maria Francisca Vicente Sardinha / Júlia Carpideira
- Hélder Agapito - Miguel (Mico) Valente/Garcia
- Sylvie Dias - Brigite Barroso (Inspectora BB)
- Renato Godinho - Aristides Sequeira
- Cláudia Oliveira - Cidália Cristina dos Santos Silva Martins

Participação especial:
- Márcia Breia - Avelina Vicente - Mãe de Felicidade, avó de Maria Clara e Maria Francisca
- Estrela Novais - Rosa Girão (Mamã Rosa) - Mãe de Rogerio, avó de Teresa e Matilde
- Luisa Cruz - Concha Figueiredo Avilez - Irmã de Simone, tia de Lara e posteriormente casa-se com Geraldo
- Guilherme Filipe - Hipólito Raposo - Pai de Vasco
- Amélia Videira - Perpétua da Silva - Mãe de Gina
- Rui Mendes no papel de Hermano Saragoça - Pai de Sílvio
- Cristina Cunha - Maria Luísa Rebelo da Cunha - Mulher de Geraldo e mãe de Eva. Morre assassinada no 1.º Episódio

Elenco infantil:
- Alexandre Jorge - Simão Calado - Filho mais velho de Vera e Rui
- Marta Peneda - Lara Figueiredo - Filha de Simone
- Rita Alves - Isabel (Bé) Calado - Filha mais nova de Vera e Rui
- Miguel Mestre - Rúben Manuel Silva Martins - Filho de Cidália e Pepito Martin
- Luís Ganito - Pedro Miguel da Silva Saragoça - Filho de Gina e Sílvio

Elenco adicional:
- Ana Mafalda - Gisela - Mulher contratada por Joana Rita para seduzir Rogério e com uma gravação poder chantagear este.
- Ana Sofia Gonçalves
- Ana Teresa Santos - Marília - Empregada da casa de Vera e Rui
- Anabela Faustino - Inácia - Habitante da Vila do Anjo
- André Patrício - Soldado
- António Aldeia - Vitalino - Dono de uma mercearia na Vila do Anjo
- António Pedro Lima - Daniel
- Augusto Portela - Juiz
- Bruno Rossi
- Carlos Sebastião - Barreiros - Cobrador de Hipólito
- César Costa - Raptor de Eva
- Cristina Aurélio
- F. Pedro Oliveira
- Inês Oneto
- Inês Jorge
- Ivo Alexandre - Billy
- João Bicho - Orelha - Rapaz que trabalha com Vasco na Rádio Firmamento
- João Neto - Doutor
- Joaquim Guerreiro - Ramón - Capanga de Sílvio
- Liliana Brandão - Clotilde - Empregada da casa de Rogerio e Madalena
- Lourenço Seruya - Acólito - Casamento de Eva e Matias
- Luísa Ortigoso - Dorinda Alves - Empregada da casa onde morava Gabriel, antes do 25 de Abril
- Manuel Moreira - Soldado
- Mário Redondo - Gomes da Silva - Capitão do Exército
- Marques D'Arede - Travassos - Agente de Claudette
- Marta Gil - Repórter
- Olivia Ortiz - Secretária
- Rúben Varela - Anselmo - Empregado da Tamargueira
- Rute Teixeira - Verónica - Fã de Pepito Martín
- Teresa Faria - Josefa - Dona de uma pensão de uma vila vizinha
- Vanessa Almeida - Enfermeira
- Dryene Vasconcelos- Anjo

## Banda Sonora
- José Afonso – Grândola, Vila Morena
- Seda – Robot
- Seda – Cairo
- Seda – A Rapariguinha do Shopping (Tema de Maria Francisca)
- Irma Ribeiro – Pó de Arroz (Tema de Basílio)
- UHF – Rua Do Carmo (Tema de Silvio)
- Link feat NBC – Dá-me uma chance (Tema de Mico)
- Os Golpes com Rui Pregal da Cunha – Vá Lá Senhora
- José Cid – Todas as Mulheres do Mundo (Tema de Felicidade e Liborio)
- Beto – I’m not in Love
- Muxima – Vou Levar-te Comigo
- Balla – Montra - (Tema de Silvio)
- Anabela – Ontem Hoje e Amanhã - (Tema de Vera)
- Simply Red – Holding Back the Years
- João Portugal – Esta Balada Que te Dou (Tema de Joana Rita)
- Cintura – Fama Vida (Save a Prayer) (Tema de Rui) (Duran Duran)
- HMB – Emotional Rescue
- Cintura – Vai (Shout) (Tema de Zé Maria)
- Margarida Pinto – Só Gosto de Ti
- Heróis do Mar – Playback (Tema de Gracinha) (cover) (Carlos Paião)
- Dan Riverman – Telepatia (Tema de Eva e Matias) (cover)
- Dan Riverman – I Just Call to Say I Love You (Tema de Eva e Matias) (cover)
- Pólo Norte – Eu Não Sou Poeta
- Pedro e os Lobos – Um Mau Rapaz
- Herman José – Canção do Beijinho (Tema de Claudette)
- José Cid – Ontem Hoje e Amanhã
- Dina – Há Sempre Música entre Nós
- Time Bandits – Endless Road
- The Outfield – I Don’t Want to Lose your Love Tonight
- Modern Talking – Brother Louie
- Taxi – Chiclete (Tema de Zé Caracol)
- Mr Mister – Broken Wings

## Audiência
No seu primeiro episódio, a trama atingiu 15,8% de audiência média e 39,1% de share. Foi a primeira novela inteiramente de época da TVI. O último capítulo alcançou 11,3% de audiência média e 30,7% share.